# Erik Amdrup
Erik Amdrup (21. února 1923 Tønder - 22. února 1998) byl dánský profesor, chirurg a autor.

## Životopis
Roku 1965 se stal zástupcem šéflékaře Kodaňské univerzitní nemocnice, 1971-1988 byl konzultantem chirurgické gastroenterologie v Aarhuské všeobecné nemocnici a profesorem chirurgie na univerzitě v Aarhusu. Jeho výzkum žaludečních vředů a jejich chirurgické léčby získal mezinárodní uznání. Byl aktivní při vytvoření Ústavu experimentálního klinického výzkumu na univerzitě v Aarhusu a po nějakou dobu ho vedl.
V 56 letech debutoval Amdrup v roce 1979 jako spisovatel fikce s kriminálním románem Hilsen fra Hans. Několik z jeho románů byl oceněno jako nejlepší dánský román roku.

## Dílo
- Dumpingsyndromet og andre måltidsbestemte gener optrædende hos ventricelresecerede patienter – sakprosa (1960)
- Kirurgisk gastroenterologi. En klinisk indføring (1978)
- Hilsen fra Hans (1979)
- Den næste (1981)
- Hvem førte kniven? (1983)
- Muldvarpen (1983)
- Trappen med de tretten trin (1984)
- Uansøgt afsked (1984)
- Arme riddere (1985)
- Mistænkt (1985)
- Skybrud (1986)
- Rene af hjertet (1987
- Stemmen og ansigtet (1987)
- Studies on peptic ulcer disease in department of surgery 1, Kommunehospitalet Cophenhagen (1987)
- Lucifers lov (1988)
- Ude i tovene (1989)
- Renters rente (1989)
- Nat på stationen (1990)
- Norden for lands lov (1991)
- Oh – at styre! (1991)
- Virtuosen (1992)
- Tro, håb og nederlag (1993)
- Angstens ansigt og andre historier (1994)
- Fæstningen (1995)
- Autonom (1996)
- den andens brød (1997)
- Som jeg så det. En kirurgs tilbageblik (1998)
- I skygge (1998)